# AC Carpi
AC Carpi, właśc. Associazione Calcio Carpi S.r.l. – włoski klub piłkarski założony w 1909 roku w Carpi.

## Historia występów w pierwszej i drugiej lidze
| Sezon   | Poziom | Liga            | Grupa              | Miejsce      | Nazwa    |
| ------- | ------ | --------------- | ------------------ | ------------ | -------- |
| 1919/20 | I      | Prima Categoria | Emilia-Romania     | 4.           | AC Carpi |
| 1920/21 | I      | Prima Categoria | Emilia-Romania (A) | 5.           | AC Carpi |
| 1921/22 | I      | Prima Categoria | Emilia-Romania (B) | 2.           | AC Carpi |
| 1926/27 | II     | Prima Divisione | C                  | 9.           | AC Carpi |
| 1927/28 | II     | Prima Divisione | C                  | 5.           | AC Carpi |
| 1928/29 | II     | Prima Divisione | C                  | 14. (spadek) | AC Carpi |
| 2013/14 | II     | Serie B         | –                  | 12.          | Carpi FC |
| 2014/15 | II     | Serie B         | –                  | 1. (awans)   | Carpi FC |
| 2015/16 | I      | Serie A         | –                  | 18. (spadek) | Carpi FC |
| 2016/17 | II     | Serie B         | –                  | 7.           | Carpi FC |
| 2017/18 | II     | Serie B         | –                  | 11.          | Carpi FC |
| 2018/19 | II     | Serie B         | –                  | 19. (spadek) | Carpi FC |